# 7597 Shigemi
7597 Shigemi è un asteroide della fascia principale. Scoperto nel 1993, presenta un'orbita caratterizzata da un semiasse maggiore pari a 2,9327583 UA e da un'eccentricità di 0,0691506, inclinata di 3,20432° rispetto all'eclittica.